# تينا لوكاس
تينا لوكاس (بالكرواتية: Tena Lukas)‏ هي لاعبة كرة مضرب كرواتية، ولدت في 10 مايو 1995.

## وصلات خارجية
- تينا لوكاس على موقع رابطة محترفات التنس (الإنجليزية)
- تينا لوكاس على موقع الاتحاد الدولي لكرة المضرب (الإنجليزية)
- تينا لوكاس على موقع كأس بيلي جين كينغ (الإنجليزية)
- تينا لوكاس على موقع خلاصة التنس.كوم (الإنجليزية)
- تينا لوكاس على موقع إي إس بي إن.كوم (الإنجليزية)